# Nikolaï Samokich
 (décembre 2013).
Si vous disposez d'ouvrages ou d'articles de référence ou si vous connaissez des sites web de qualité traitant du thème abordé ici, merci de compléter l'article en donnant les références utiles à sa vérifiabilité et en les liant à la section « Notes et références ».
 (décembre 2013).
Le contenu est difficilement compréhensible vu les erreurs de traduction, qui sont peut-être dues à l'utilisation d'un logiciel de traduction automatique.
Nikolaï Semionovitch Samokich (en russe : Николай Семёнович Самокиш), né le 25 octobre 1860 à Nijyn en Empire russe et mort le 18 janvier 1944 à Simféropol en Crimée, est un peintre et illustrateur ukrainien et russe. Il était l'époux de l'illustratrice Elena Samokich-Soudkovskaïa.

## Biographie

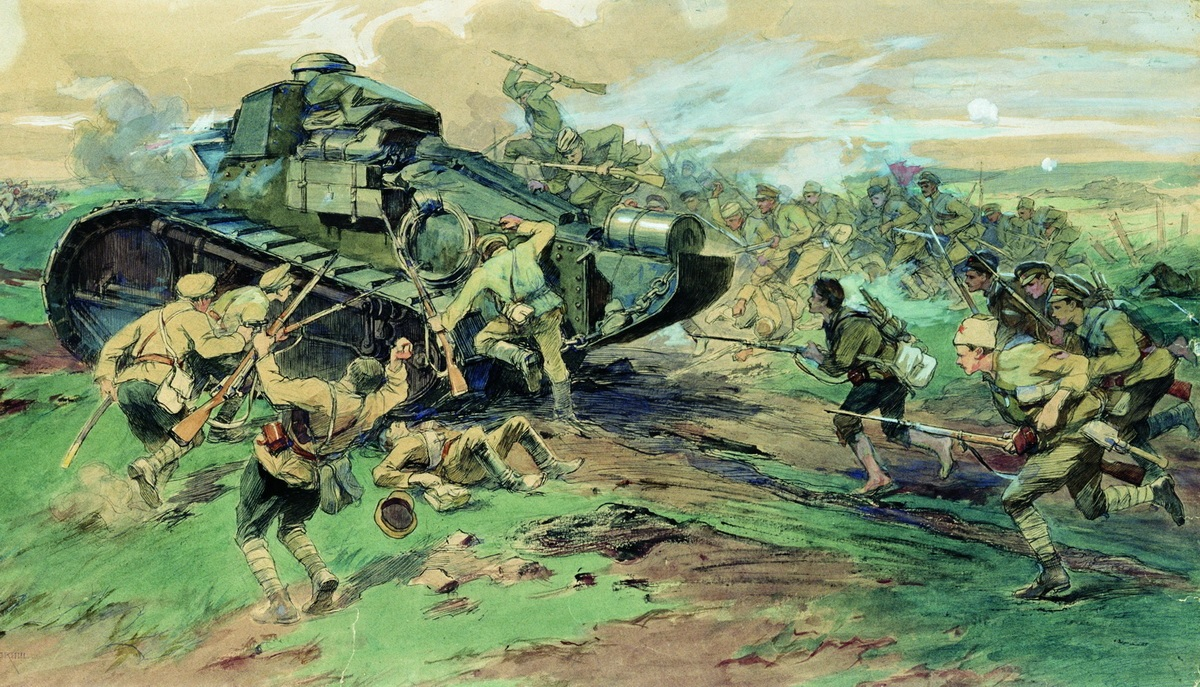
La guerre civile, 1923,
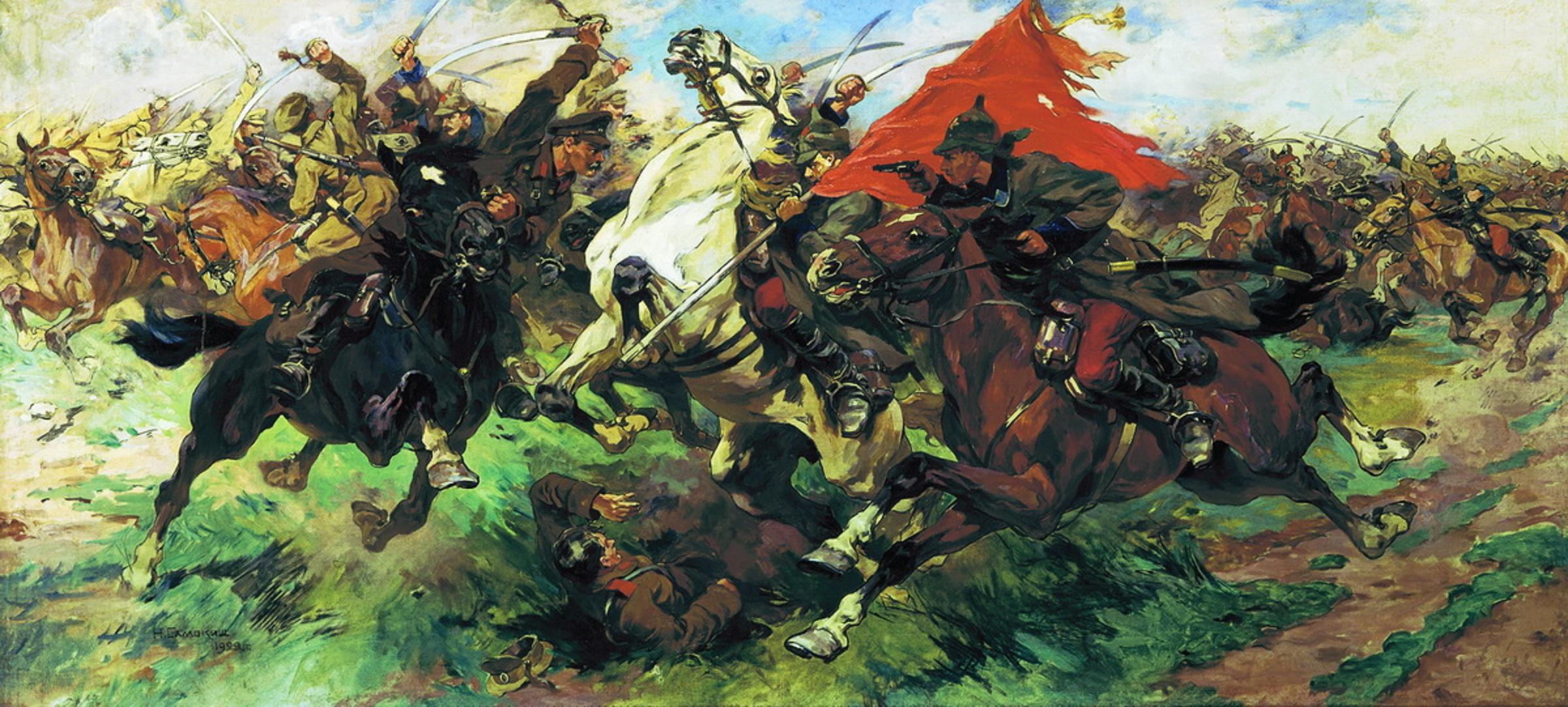
1929,
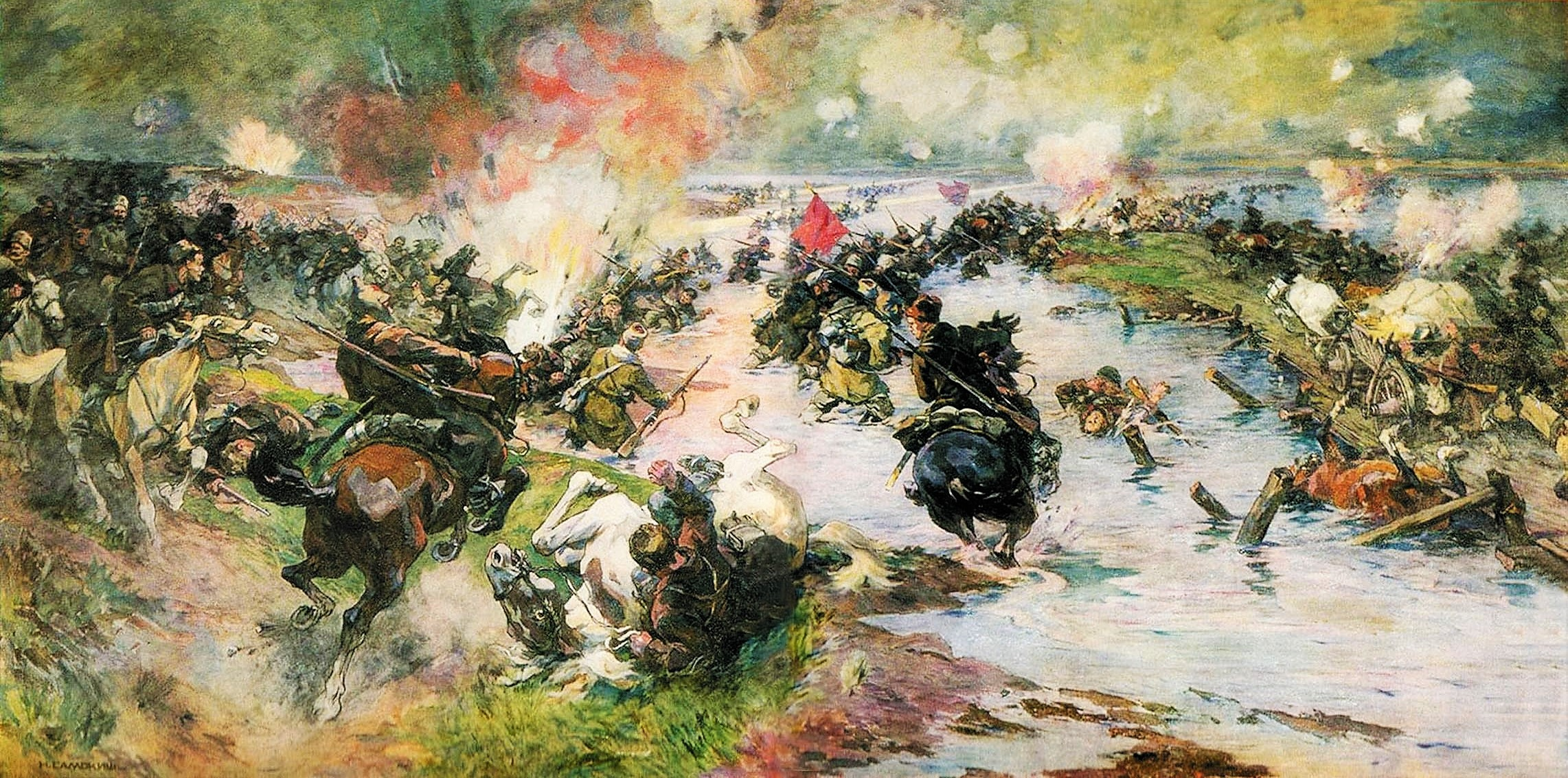
1935.

Ayant connu toutes les difficultés de son époque :  la guerre russo-japonaise de 1904-1905, la révolution de 1905, la Première Guerre mondiale, la Révolution russe, la Guerre civile russe et même la Seconde Guerre mondiale à la fin de sa vie, c'est un artiste qui les a illustrées dans divers périodiques. 

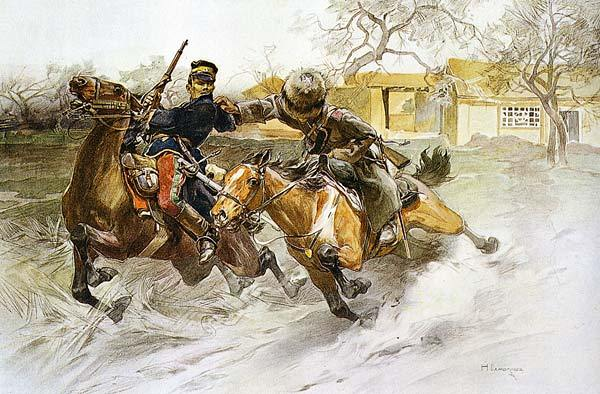
Guerre russo-japonaise, 1908.
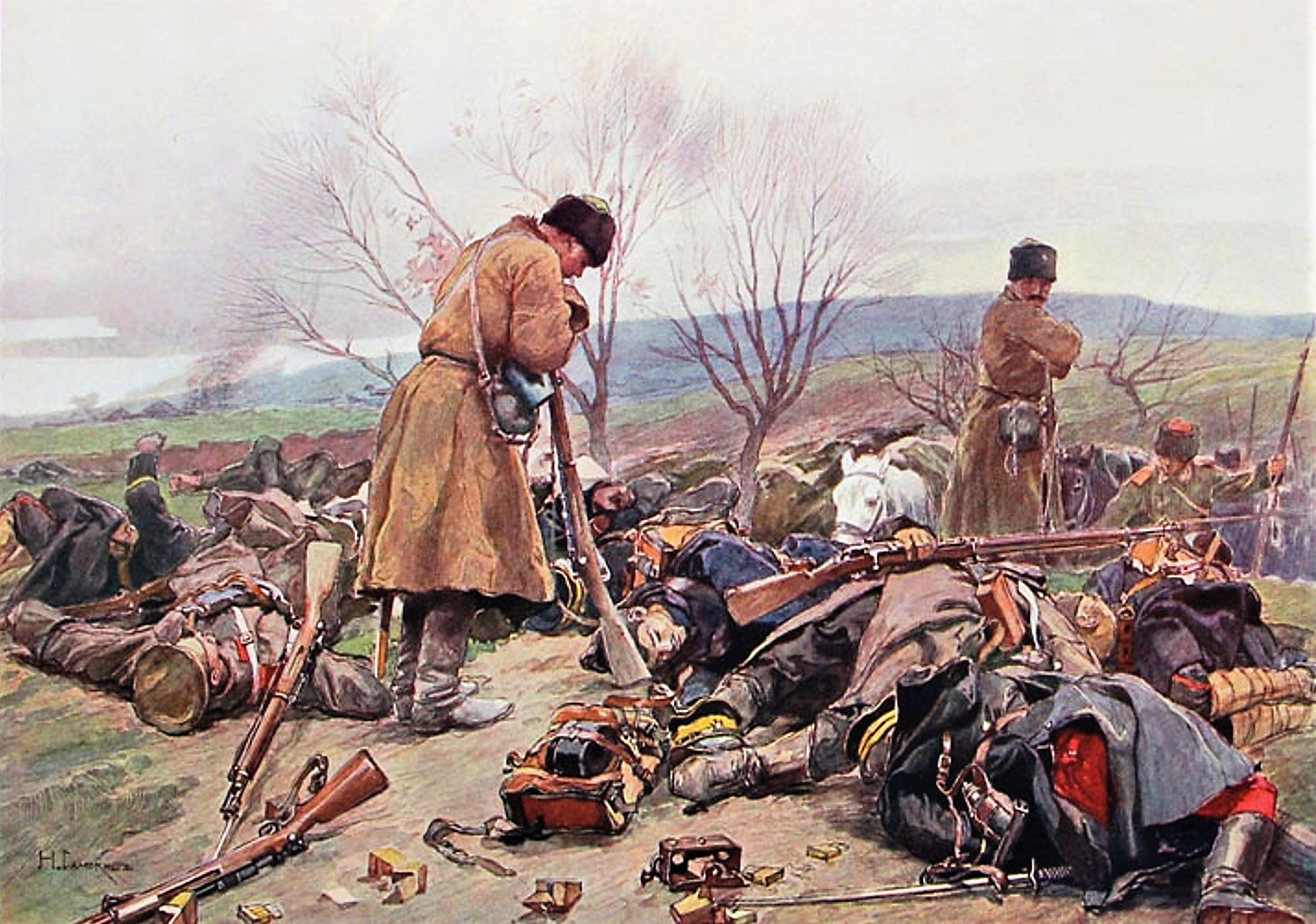
1904.
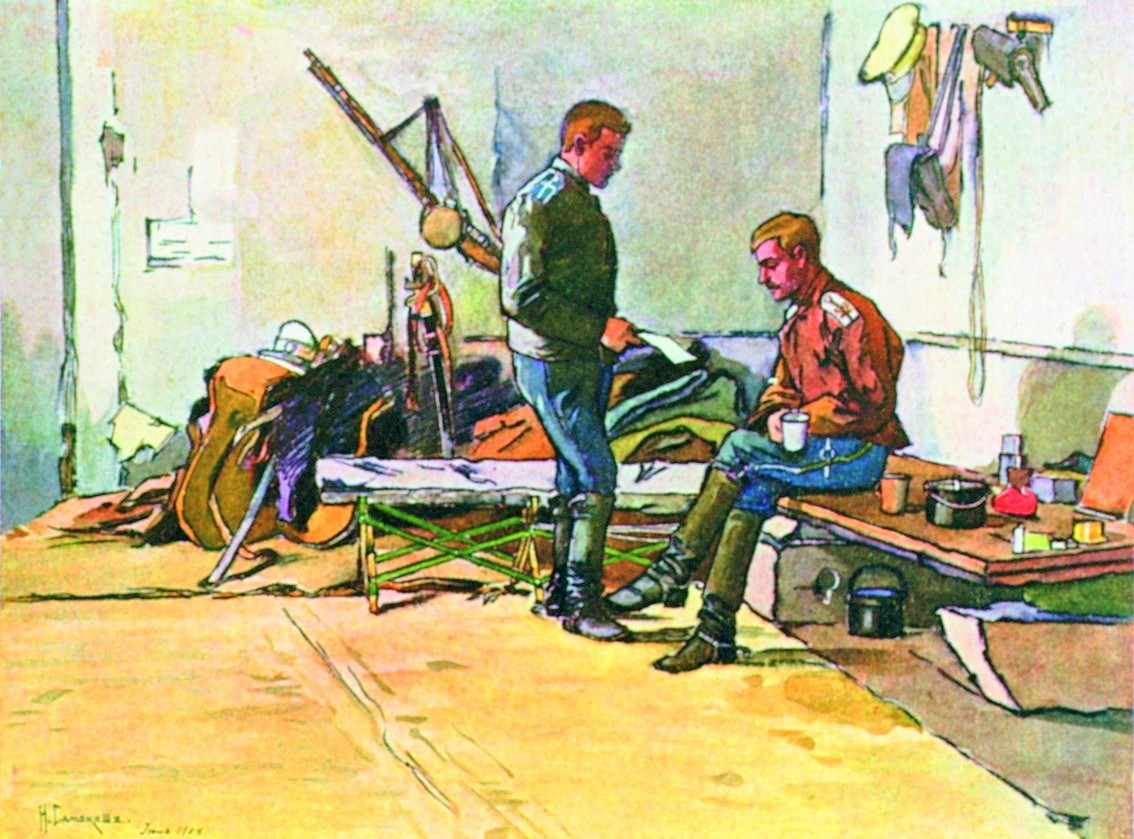
1904.
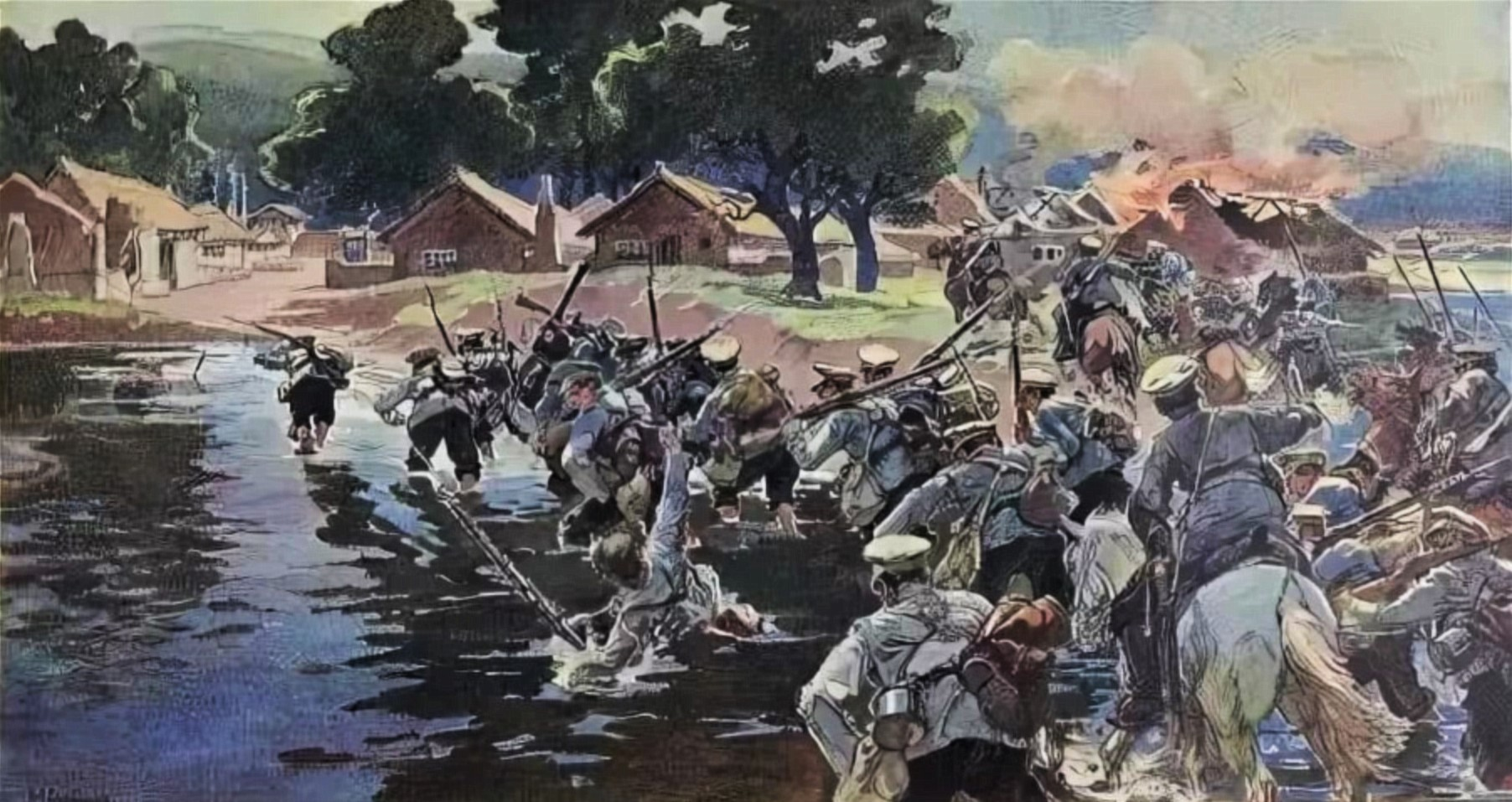
traverser la rivière Taï-Dzi-Je.

Il devient membre de l'Académie impériale des arts en 1913. En 1941, Nikolaï Samokich reçoit le Prix Staline pour le tableau L'Armée rouge franchit le Syvach[réf. nécessaire].

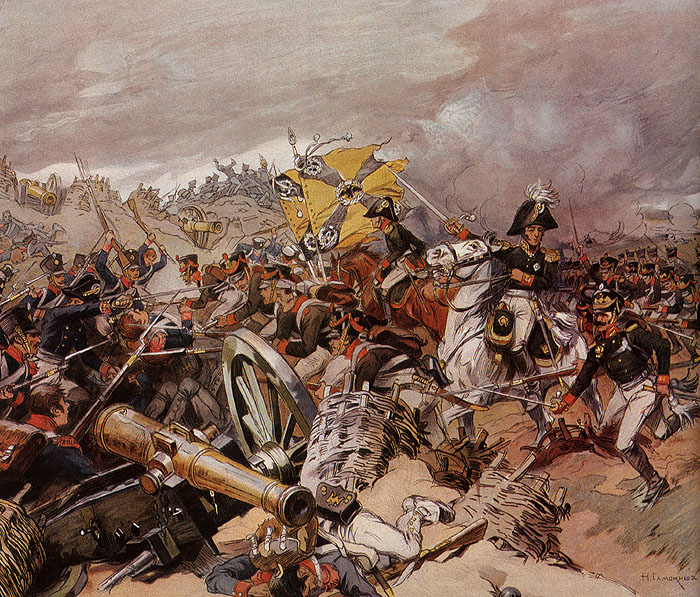
Contre-attaque de l'infanterie russe à la bataille de la Moskova, 1910.
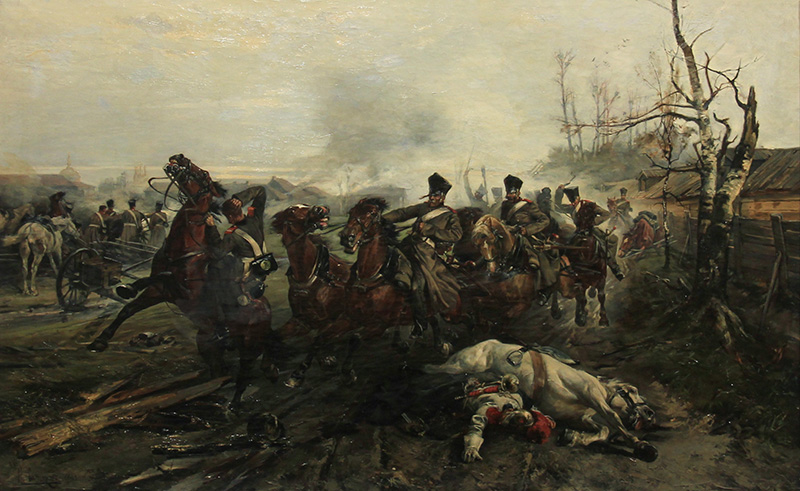
Bataille de Maloïaroslavets, 1884
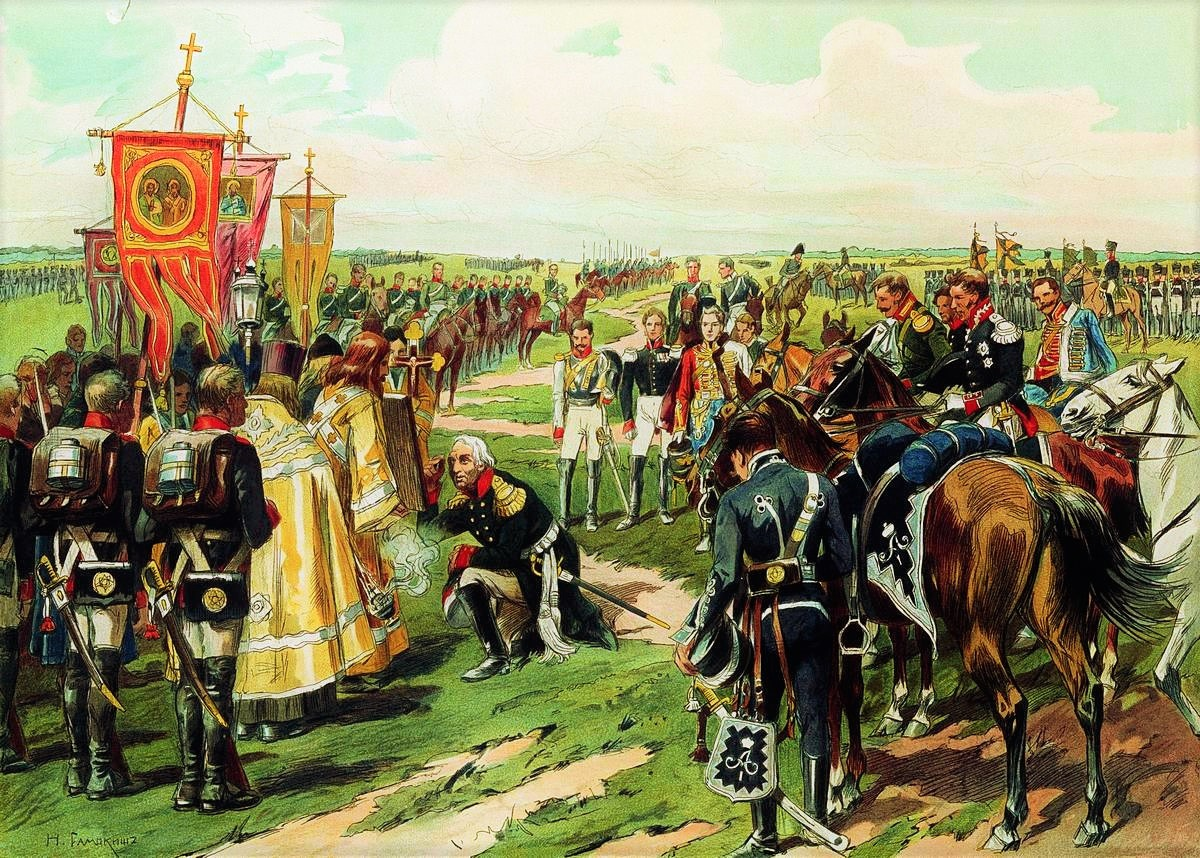
Mikhaïl Koutouzov, 1912.

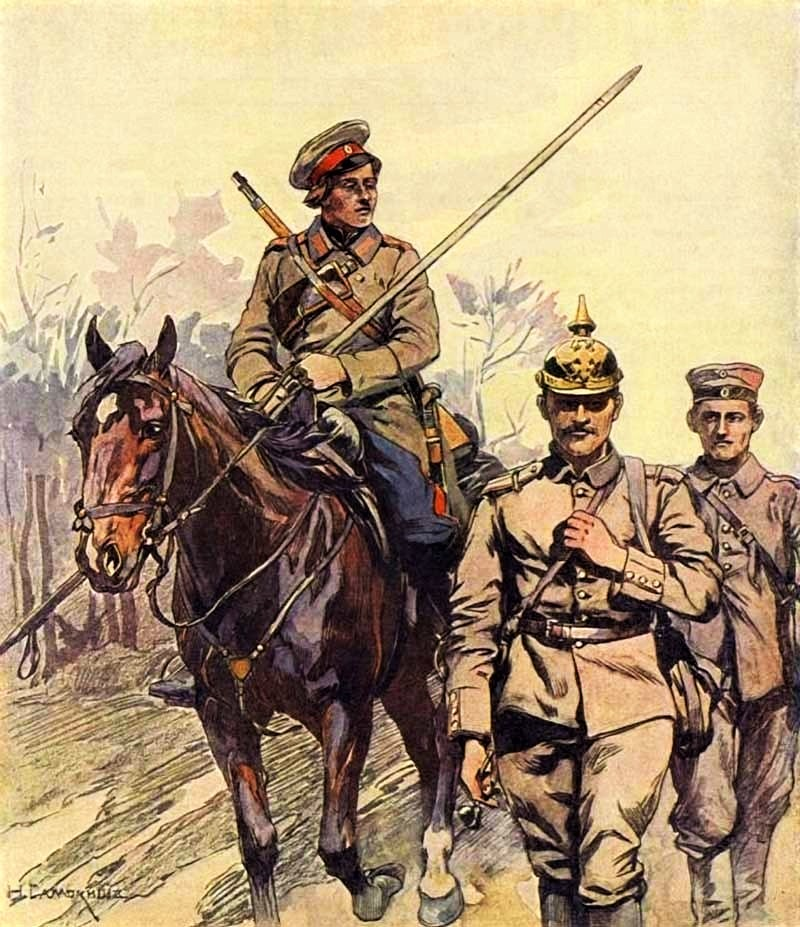
Première guerre mondiale.
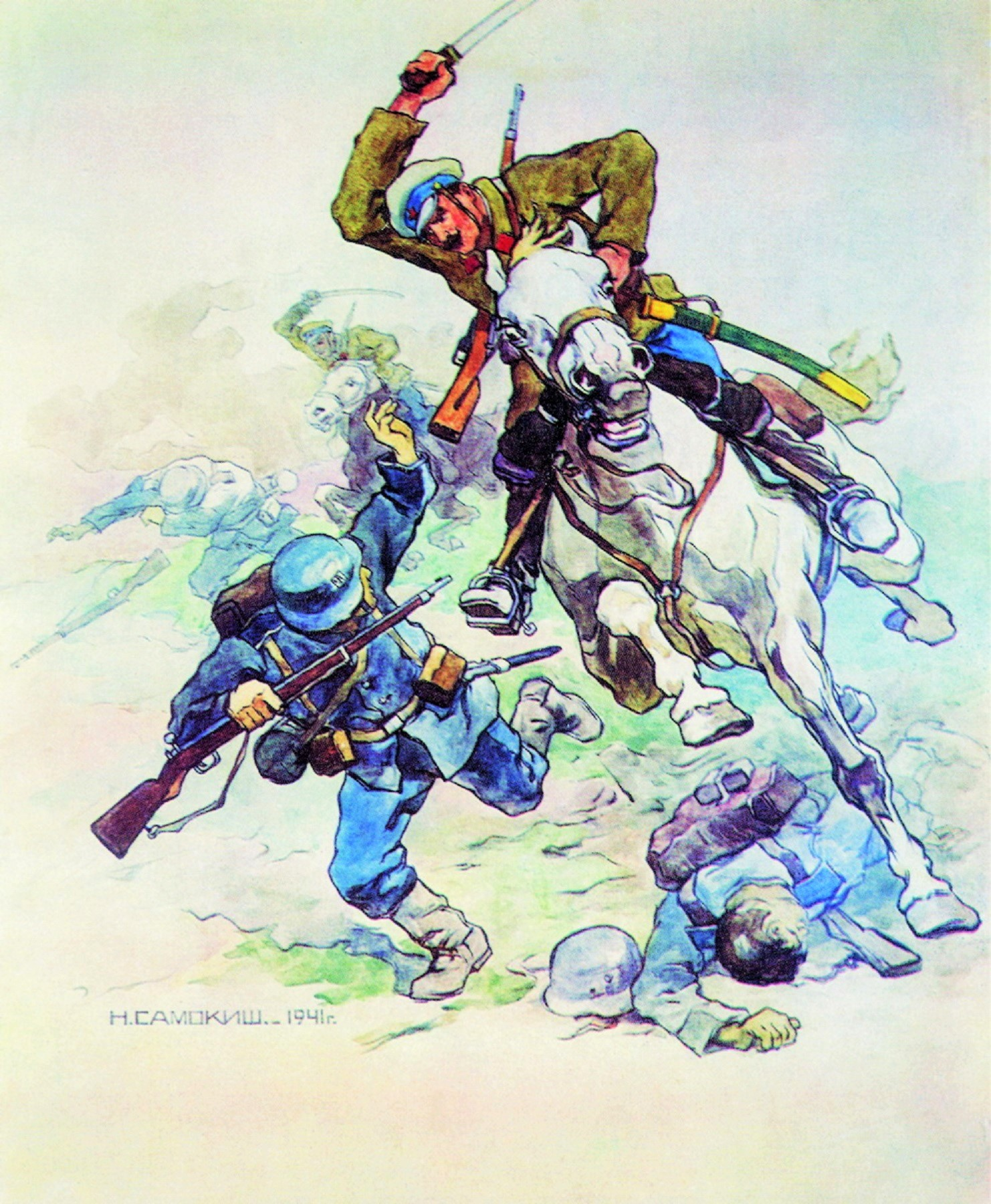
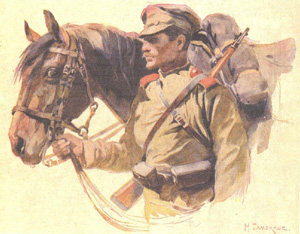

## Élèves
- Nina Sergueieva.